# Совербијев кљунасти кит
Атлантски кљунасти кит или Совербијев кљунасти кит (лат. Mesoplodon bidens, рус. Атлантический ремнезуб, енгл. Sowerby's beaked whale) је сисар из инфрареда китова (Cetacea) и породице Ziphiidae.

## Распрострањење
Врста је присутна у Белгији, Гибралтару, Данској, Ирској, Исланду, Канади, Немачкој, Норвешкој, Португалу, Сједињеним Америчким Државама, Уједињеном Краљевству, Француској, Холандији, Шведској и Шпанији.
Врста је повремено присутна, или је миграторна врста у Грчкој.
ФАО рибарска подручја (енгл. FAO marine fishing areas) на којима је ова врста присутна су у северозападном Атлантику, североисточном Атлантику и источном централном Атлантику.

## Станиште
Станиште врсте су морски екосистеми.

## Угроженост
Подаци о распрострањености ове врсте су недовољни.

### Популациони тренд
Популациони тренд је за ову врсту непознат.